# Colombiers (Hérault)
Pour les articles homonymes, voir Colombiers.
Colombiers [ko.lɔ̃.bje] (en occitan Colombièrs [ku.lum.'βjɛs]) est une commune française située dans le sud du département de l'Hérault en région Occitanie.
Exposée à un climat méditerranéen, elle est drainée par le canal du Midi et par deux autres cours d'eau.
Colombiers est une commune rurale qui compte 2 755 habitants en 2022, après avoir connu une forte hausse de la population depuis 1962. Elle est dans l'unité urbaine de Colombiers et fait partie de l'aire d'attraction de Béziers. Ses habitants sont appelés les Colombiérains ou  Colombiéraines.

## Géographie
Colombiers se situe dans l'Hérault entre Narbonne et Béziers au pied de l'ancien oppidum antique d'Ensérune et dans un méandre du Canal du Midi.

### Communes limitrophes
Les communes limitrophes sont  Béziers, Lespignan, Montady et Nissan-lez-Enserune.
| Montady | Maureilhan          | Maraussan |
| Montady | Colombiers          | Béziers   |
| Poilhes | Nissan-lez-Enserune | Lespignan |

### Climat
Pour des articles plus généraux, voir Climat de l'Occitanie et Climat de l'Hérault.
En 2010, le climat de la commune est de type climat méditerranéen franc, selon une étude s'appuyant sur une série de données couvrant la période 1971-2000. En 2020, Météo-France publie une typologie des climats de la France métropolitaine dans laquelle la commune est exposée à un climat méditerranéen et est dans la région climatique  Provence, Languedoc-Roussillon, caractérisée par une pluviométrie faible en été, un très bon ensoleillement (2 600 h/an), un été chaud (21,5 °C), un air très sec en été, sec en toutes saisons, des vents forts (fréquence de 40 à 50 % de vents > 5 m/s) et peu de brouillards.
Pour la période 1971-2000, la température annuelle moyenne est de 14,8 °C, avec une amplitude thermique annuelle de 16 °C. Le cumul annuel moyen de précipitations est de 627 mm, avec 5,2 jours de précipitations en janvier et 2,4 jours en juillet. Pour la période 1991-2020, la température moyenne annuelle observée sur la station météorologique la plus proche, située sur la commune de Lespignan à 5 km à vol d'oiseau, est de 15,6 °C et le cumul annuel moyen de précipitations est de 604,2 mm,. Pour l'avenir, les paramètres climatiques de la commune estimés pour 2050 selon différents scénarios d’émission de gaz à effet de serre sont consultables sur un site dédié publié par Météo-France en novembre 2022.

### Milieux naturels et biodiversité
Aucun espace naturel présentant un intérêt patrimonial n'est recensé sur la commune dans l'inventaire national du patrimoine naturel,,.

## Urbanisme

### Typologie
Au 1er janvier 2024, Colombiers est catégorisée bourg rural, selon la nouvelle grille communale de densité à sept niveaux définie par l'Insee en 2022.
Elle appartient à l'unité urbaine de Colombiers, une unité urbaine monocommunale constituant une ville isolée,. Par ailleurs la commune fait partie de l'aire d'attraction de Béziers, dont elle est une commune de la couronne,. Cette aire, qui regroupe 53 communes, est catégorisée dans les aires de 50 000 à moins de 200 000 habitants,.

### Occupation des sols
L'occupation des sols de la commune, telle qu'elle ressort de la base de données européenne d’occupation biophysique des sols Corine Land Cover (CLC), est marquée par l'importance des territoires agricoles (82,1 % en 2018), en diminution par rapport à 1990 (90,9 %). La répartition détaillée en 2018 est la suivante : 
cultures permanentes (50,8 %), terres arables (17 %), zones agricoles hétérogènes (14,3 %), zones urbanisées (11,3 %), zones industrielles ou commerciales et réseaux de communication (5,2 %), milieux à végétation arbustive et/ou herbacée (1,4 %). L'évolution de l’occupation des sols de la commune et de ses infrastructures peut être observée sur les différentes représentations cartographiques du territoire : la carte de Cassini (XVIIIe siècle), la carte d'état-major (1820-1866) et les cartes ou photos aériennes de l'IGN pour la période actuelle (1950 à aujourd'hui).

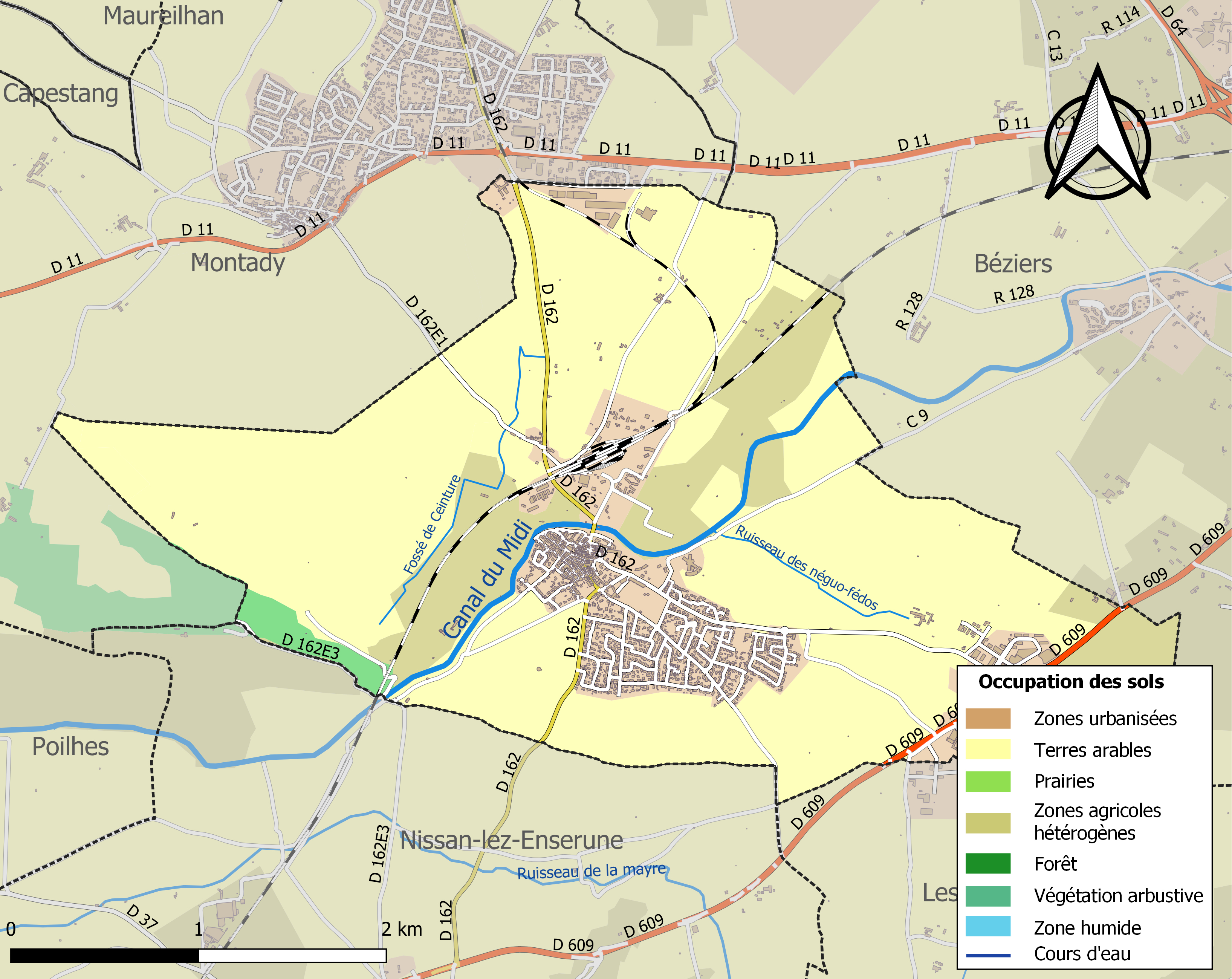
Carte des infrastructures et de l'occupation des sols de la commune en 2018 (CLC).

### Risques majeurs
Le territoire de la commune de Colombiers est vulnérable à différents aléas naturels : météorologiques (tempête, orage, neige, grand froid, canicule ou sécheresse), inondations et séisme (sismicité faible). Il est également exposé à un risque technologique,  le transport de matières dangereuses. Un site publié par le BRGM permet d'évaluer simplement et rapidement les risques d'un bien localisé soit par son adresse soit par le numéro de sa parcelle.

#### Risques naturels
Certaines parties du territoire communal sont susceptibles d’être affectées par le risque d’inondation par débordement de cours d'eau, notamment le canal du Midi. La commune a été reconnue en état de catastrophe naturelle au titre des dommages causés par les inondations et coulées de boue survenues en 1982, 1992, 1993, 1994, 1996, 1997, 2003 et 2019,.
Colombiers est exposée au risque de feu de forêt du fait de la présence sur son territoire. Un plan départemental de protection des forêts contre les incendies (PDPFCI) a été approuvé en juin 2013 et court jusqu'en 2022, où il doit être renouvelé. Les mesures individuelles de prévention contre les incendies sont précisées par deux arrêtés préfectoraux et s’appliquent dans les zones exposées aux incendies de forêt et à moins de 200 mètres de celles-ci. L’arrêté du 25 avril 2002 réglemente l'emploi du feu en interdisant notamment d’apporter du feu, de fumer et de jeter des mégots de cigarette dans les espaces sensibles et sur les voies qui les traversent sous peine de sanctions. L'arrêté du 11 mars 2013 rend le débroussaillement obligatoire, incombant au propriétaire ou ayant droit,.

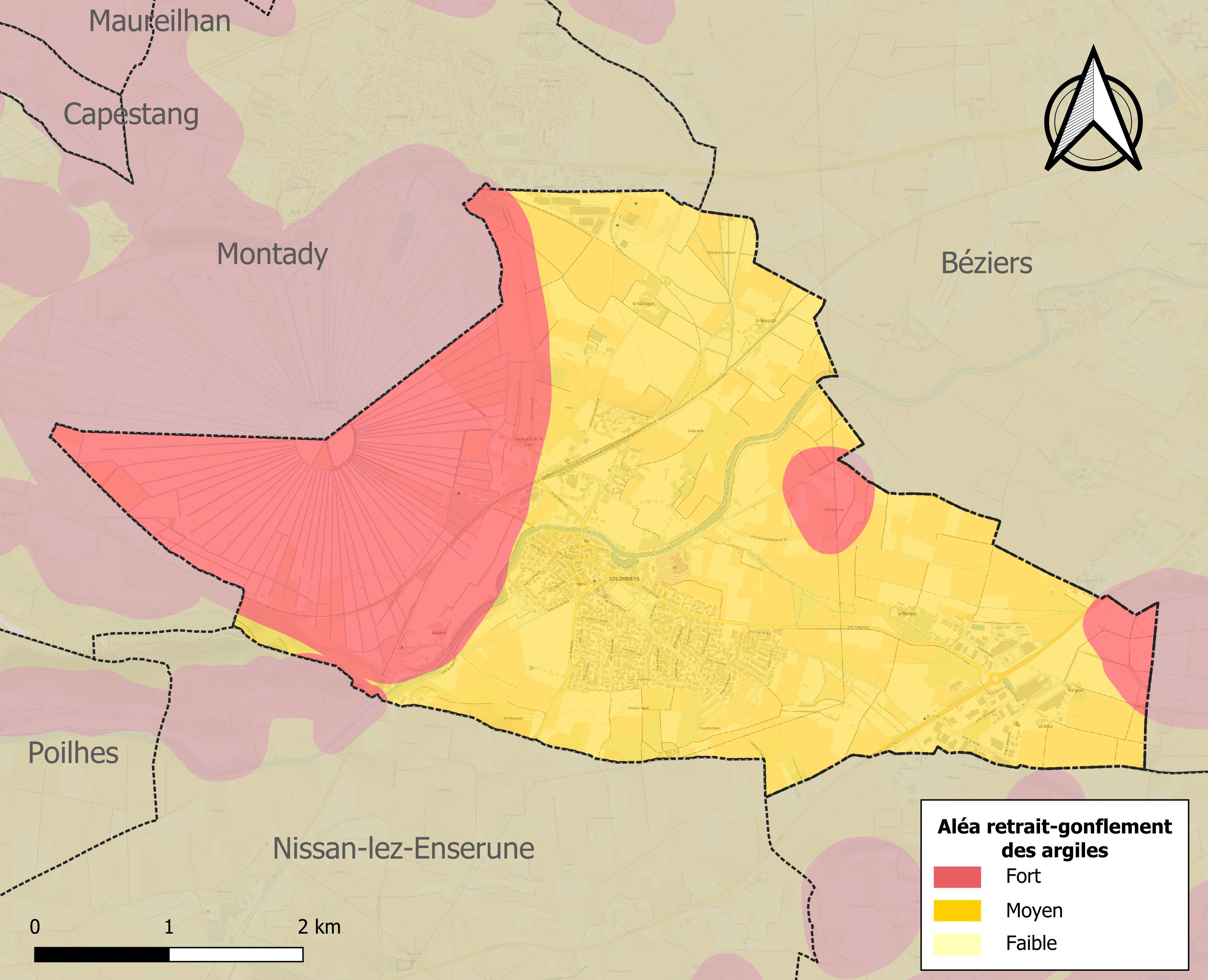
Carte des zones d'aléa retrait-gonflement des sols argileux de Colombiers.

Le retrait-gonflement des sols argileux est susceptible d'engendrer des dommages importants aux bâtiments en cas d’alternance de périodes de sécheresse et de pluie. La totalité de la commune est en aléa moyen ou fort (59,3 % au niveau départemental et 48,5 % au niveau national). Sur les 1 044 bâtiments dénombrés sur la commune en 2019, 1 044 sont en aléa moyen ou fort, soit 100 %, à comparer aux 85 % au niveau départemental et 54 % au niveau national. Une cartographie de l'exposition du territoire national au retrait gonflement des sols argileux est disponible sur le site du BRGM,.
Par ailleurs, afin de mieux appréhender le risque d’affaissement de terrain, l'inventaire national des cavités souterraines permet de localiser celles situées sur la commune.

#### Risques technologiques
Le risque de transport de matières dangereuses sur la commune est lié à sa traversée par des infrastructures routières ou ferroviaires importantes ou la présence d'une canalisation de transport d'hydrocarbures. Un accident se produisant sur de telles infrastructures est susceptible d’avoir des effets graves sur les biens, les personnes ou l'environnement, selon la nature du matériau transporté. Des dispositions d’urbanisme peuvent être préconisées en conséquence.

## Histoire
Le village est issu de l'installation d'une partie des habitants de l'oppidum d'Ensérune dans la plaine. Colombiers est traversé par la voie domitienne.
Au XVIe siècle, la seigneurie de Colombiers appartient à  Michel de Montmeton de Corneillan. Par sa veuve, elle passe par le remariage de celle-ci avec Pierre Dax de La Serpent, à la branche de La Serpent de la Famille Dax, une très ancienne famille originaire de Carcassonne qui donna plusieurs consuls de la Cité au Moyen Âge et resta présente en Haute vallée de l'Aude, où elle possédait de nombreuses seigneuries, notamment à Axat, jusqu'à l'orée du XXe siècle. Cette famille est celle des seigneurs d'Axat, d'Artigues (Aude), de Cailla, Le Clat, La Serpent, Leuc, Trèbes et autres places. Le plus connu des seigneurs de Colombiers (dit alors Colombiés), fut au XVIIe siècle Paul Dax, écuyer, sgr de Colombiers, de Ressan et autres places, maréchal des camps et armées du roi en 1632 et gentilhomme ordinaire de la chambre du roi Louis XIII le 5 mai 1634,,,,,,,.
En 1709, la paroisse de Colombiers est aussi connue sous le toponyme de Coulombiez. Puis en 1736, le nouveau compoix du lieu lui donne le nom de « Coulombiès » dont Messire François de Sarret, évêque d'Aire et demoiselle Françoise de Sarret, frère et sœur, sont tous deux seigneurs des terres de Gaujac, Clairac, Coulombiès et autres places.

## Politique et administration
| Période   | Période                       | Identité            | Étiquette      | Qualité |
| --------- | ----------------------------- | ------------------- | -------------- | --- |
| 1793      | 1819                          | Jean-Baptiste Regis |                | |
| 1819      | 1858                          | Mathieu Thomières   |                | |
| 1858      | 1873                          | Henri Singla        |                | |
| 1873      | 1881                          | Louis Bousquet      |                | |
| 1881      | 1888                          | Gustave Lavit       |                | |
| 1888      | 1889                          | François Chamayrac  |                | |
| 1889      | 1892                          | Joseph Barthes      |                | |
| 1892      | 1900                          | Grégoire Craste     |                | |
| 1900      | 1935                          | François Didas      |                | |
| 1935      | 1944                          | Emilien Didas       |                | |
| 1944      | 1945                          | Léon Bouscaras      |                | |
| 1945      | 1947                          | Emilien Didas       |                | |
| 1947      | 1953                          | Léon Bouscaras      |                | |
| 1953      | 1959                          | Léon Faugères       |                | |
| 1959      | mars 1971                     | Henri Pech          |                | |
| mars 1971 | avril 1979                    | Jules Barbe         | MRG            | Décédé en fonction |
| mai 1979  | mars 2014                     | Michel Barbe        | SE             | Maire honoraire Vice-président de la CC La Domitienne (? → 2014)                                                                     |
| mars 2014 | En cours (au 19 janvier 2021) | Alain Caralp        | Sans etiquette | Professeur d'éducation physique, 1er adjoint (1995 → 2014) Président de la CC La Domitienne (2013 → ) Réélu pour le mandat 2020-2026 |

## Démographie
L'évolution du nombre d'habitants est connue à travers les recensements de la population effectués dans la commune depuis 1793. Pour les communes de moins de 10 000 habitants, une enquête de recensement portant sur toute la population est réalisée tous les cinq ans, les populations de référence des années intermédiaires étant quant à elles estimées par interpolation ou extrapolation. Pour la commune, le premier recensement exhaustif entrant dans le cadre du nouveau dispositif a été réalisé en 2004.

En 2022, la commune comptait 2 755 habitants, en évolution de +15,61 % par rapport à 2016 (Hérault : +7,49 %, France hors Mayotte : +2,11 %).
| 1793 | 1800 | 1806 | 1821 | 1831 | 1836 | 1841 | 1846 | 1851 |
| ---- | ---- | ---- | ---- | ---- | ---- | ---- | ---- | ---- |
| 221  | 282  | 357  | 390  | 471  | 489  | 515  | 535  | 575  |

| 1856 | 1861 | 1866 | 1872 | 1876 | 1881 | 1886 | 1891  | 1896  |
| ---- | ---- | ---- | ---- | ---- | ---- | ---- | ----- | ----- |
| 612  | 698  | 716  | 715  | 840  | 840  | 862  | 1 013 | 1 053 |

| 1901  | 1906  | 1911  | 1921  | 1926  | 1931  | 1936  | 1946 | 1954 |
| ----- | ----- | ----- | ----- | ----- | ----- | ----- | ---- | ---- |
| 1 112 | 1 009 | 1 050 | 1 104 | 1 094 | 1 108 | 1 058 | 955  | 901  |

| 1962 | 1968 | 1975 | 1982  | 1990  | 1999  | 2004  | 2006  | 2009  |
| ---- | ---- | ---- | ----- | ----- | ----- | ----- | ----- | ----- |
| 863  | 969  | 905  | 1 095 | 1 647 | 2 065 | 2 296 | 2 383 | 2 353 |

| 2014  | 2019  | 2022  | - | - | - | - | - | - |
| ----- | ----- | ----- | - | - | - | - | - | - |
| 2 345 | 2 684 | 2 755 | - | - | - | - | - | - |

## Économie

### Revenus
En 2018, la commune compte 1 131 ménages fiscaux, regroupant 2 539 personnes. La médiane du revenu disponible par unité de consommation est de 21 360 € (20 330 € dans le département). 48 % des ménages fiscaux sont imposés (45,8 % dans le département).

### Emploi
|                | 2008   | 2013   | 2018  |
| -------------- | ------ | ------ | ----- |
| Commune        | 7,6 %  | 10,1 % | 9,9 % |
| Département    | 10,1 % | 11,9 % | 12 %  |
| France entière | 8,3 %  | 10 %   | 10 %  |

En 2018, la population âgée de 15 à 64 ans s'élève à 1 519 personnes, parmi lesquelles on compte 75,7 % d'actifs (65,8 % ayant un emploi et 9,9 % de chômeurs) et 24,3 % d'inactifs,. Depuis 2008, le taux de chômage communal (au sens du recensement) des 15-64 ans est inférieur à celui de la France et du département.
La commune fait partie de la couronne de l'aire d'attraction de Béziers, du fait qu'au moins 15 % des actifs travaillent dans le pôle,. Elle compte 1 343 emplois en 2018, contre 1 246 en 2013 et 927 en 2008. Le nombre d'actifs ayant un emploi résidant dans la commune est de 1 010, soit un indicateur de concentration d'emploi de 132,9 % et un taux d'activité parmi les 15 ans ou plus de 53,2 %.
Sur ces 1 010 actifs de 15 ans ou plus ayant un emploi, 273 travaillent dans la commune, soit 27 % des habitants. Pour se rendre au travail, 87 % des habitants utilisent un véhicule personnel ou de fonction à quatre roues, 1,2 % les transports en commun, 7,6 % s'y rendent en deux-roues, à vélo ou à pied et 4,2 % n'ont pas besoin de transport (travail au domicile).

### Activités hors agriculture

#### Secteurs d'activités
408 établissements sont implantés  à Colombiers au 31 décembre 2019. Le tableau ci-dessous en détaille le nombre par secteur d'activité et compare les ratios avec ceux du département,.
| Secteur d'activité                                                                                        | Commune | Commune | Département |
| Secteur d'activité                                                                                        | Nombre  | %       | %           |
| --- | ------- | ------- | ----------- |
| Ensemble                                                                                                  | 408     | 100 %   | (100 %)     |
| Industrie manufacturière, industries extractives et autres                                                | 31      | 7,6 %   | (6,7 %)     |
| Construction                                                                                              | 49      | 12 %    | (14,1 %)    |
| Commerce de gros et de détail, transports, hébergement et restauration                                    | 138     | 33,8 %  | (28 %)      |
| Information et communication                                                                              | 3       | 0,7 %   | (3,3 %)     |
| Activités financières et d'assurance                                                                      | 15      | 3,7 %   | (3,2 %)     |
| Activités immobilières                                                                                    | 13      | 3,2 %   | (5,3 %)     |
| Activités spécialisées, scientifiques et techniques et activités de services administratifs et de soutien | 49      | 12 %    | (17,1 %)    |
| Administration publique, enseignement, santé humaine et action sociale                                    | 81      | 19,9 %  | (14,2 %)    |
| Autres activités de services                                                                              | 29      | 7,1 %   | (8,1 %)     |

Le secteur du commerce de gros et de détail, des transports, de l'hébergement et de la restauration est prépondérant sur la commune puisqu'il représente 33,8 % du nombre total d'établissements de la commune (138 sur les 408 entreprises implantées  à Colombiers), contre 28 % au niveau départemental.

#### Entreprises et commerces
Les cinq entreprises ayant leur siège social sur le territoire communal qui génèrent le plus de chiffre d'affaires en 2020 sont : 
- Occitanie Poids Lourds - Opl, commerce d'autres véhicules automobiles (20 347 k€)
- Le Fournil Bitterrois, fabrication industrielle de pain et de pâtisserie fraîche (10 534 k€)
- Clinique Du Docteur Causse SA, activités hospitalières (9 106 k€)
- Promen, commerce de gros (commerce interentreprises) de bois et de matériaux de construction (8 152 k€)
- Karaer Carrelage, travaux de revêtement des sols et des murs (4 419 k€)

Ce village viticole est désormais un pôle industriel et commercial important entre Narbonne et Béziers avec une zone d'activités commerciales de 31 hectares.

### Agriculture
La commune est dans la « Plaine viticole », une petite région agricole occupant la bande côtière du département de l'Hérault. En 2020, l'orientation technico-économique de l'agriculture  sur la commune est la viticulture.
|               | 1988 | 2000 | 2010 | 2020 |
| ------------- | ---- | ---- | ---- | ---- |
| Exploitations | 98   | 38   | 35   | 19   |
| SAU (ha)      | 466  | 296  | 247  | 180  |

Le nombre d'exploitations agricoles en activité et ayant leur siège dans la commune est passé de 98 lors du recensement agricole de 1988  à 38 en 2000 puis à 35 en 2010 et enfin à 19 en 2020, soit une baisse de 81 % en 32 ans. Le même mouvement est observé à l'échelle du département qui a perdu pendant cette période 67 % de ses exploitations,. La surface agricole utilisée sur la commune a également diminué, passant de 466 ha en 1988 à 180 ha en 2020. Parallèlement la surface agricole utilisée moyenne par exploitation a augmenté, passant de 5 à 9 ha.

## Culture locale et patrimoine

### Lieux et monuments

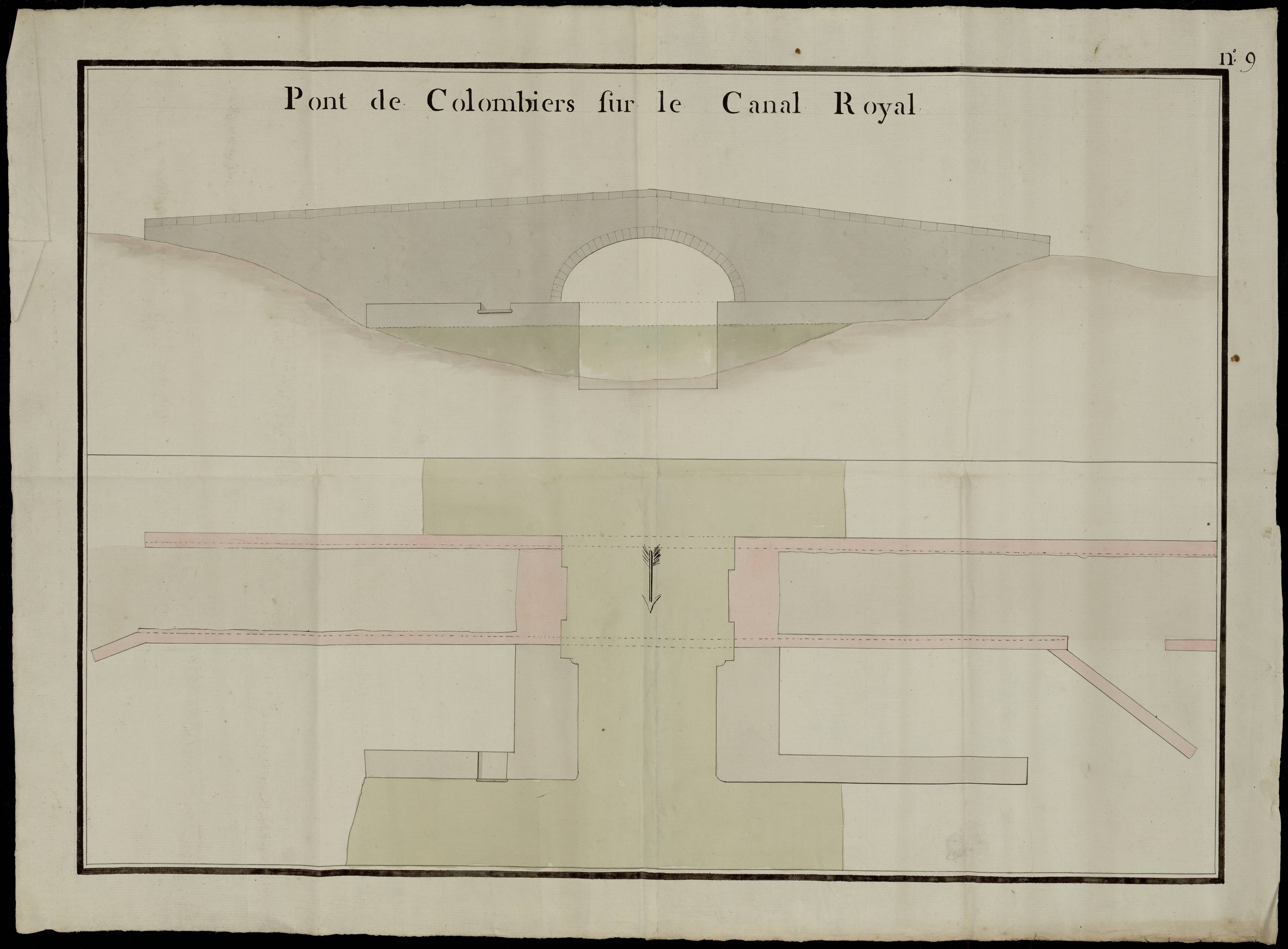
Plan du pont de Colombiers sur le canal du Midi, 1768.

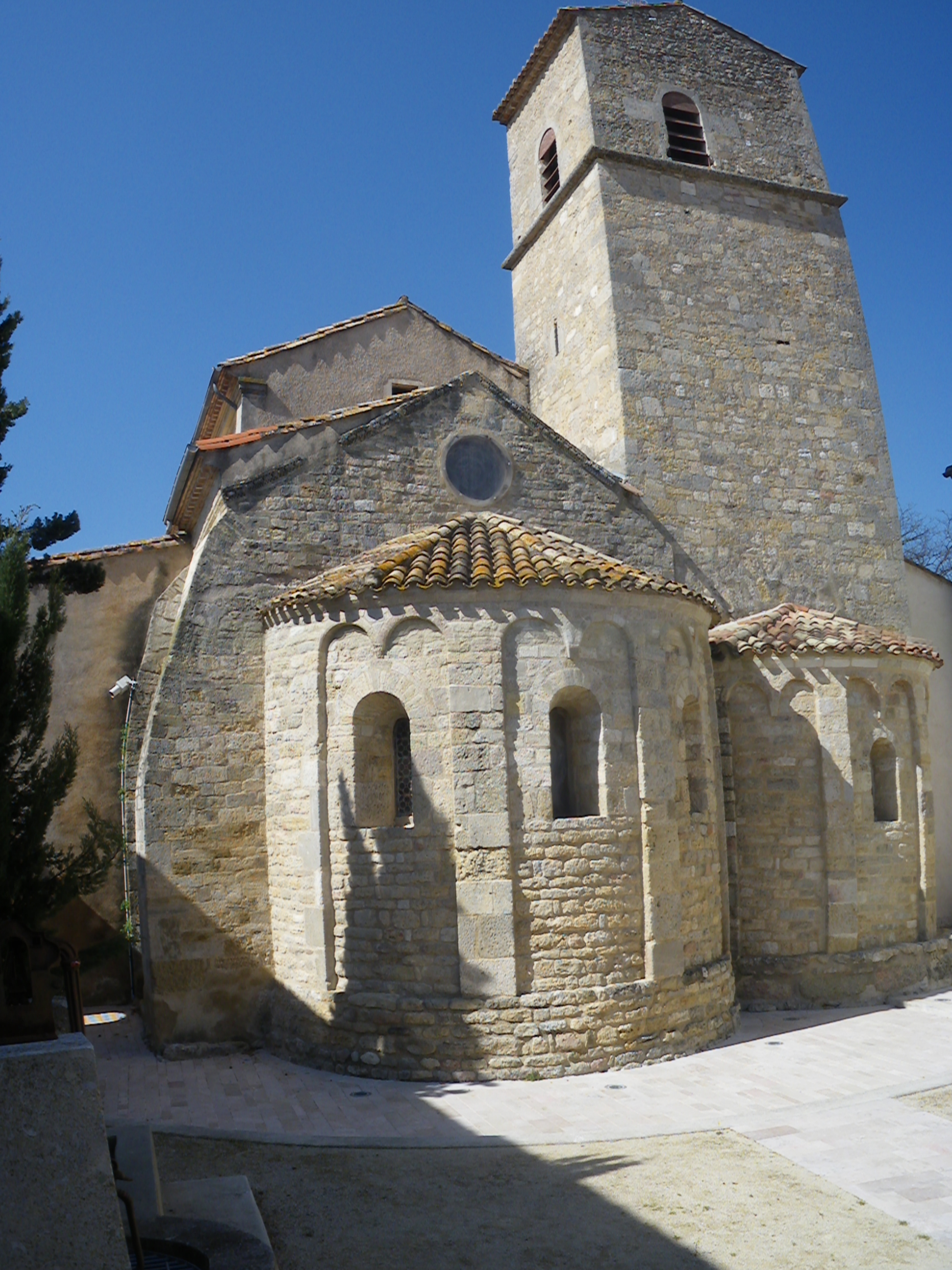
Église Saint-Sylvestre-et-Sainte-Colombe

- Église Saint-Sylvestre-et-Sainte-ColombeL'étang de Montady[39] : (Classé depuis 1974), aujourd'hui partagé entre les communes de Colombiers et de Montady, est une cuvette naturelle qui couvre plus de 400 hectares. Il est asséché au XIIIe siècle, entre 1248 et 1268, par les seigneurs de Montady et de Colombiers.
Chaque rayon est un drain qui conduit l'eau de la périphérie au centre vers un fossé circulaire, le redondèl[Note 14]. Du centre part le fossé principal, la grande maïre[Note 15], construit à contre pente, qui évacue toutes les eaux. Le fossé se prolonge sous la colline de l'oppidum d'Ensérune par un aqueduc souterrain de 1 364 mètres de long, puis, de nouveau à ciel ouvert, il atteint les anciens étangs de Poilhes et de Capestang[40],[41] ;
- Le port fluvial, l'un des rares encore en service sur le canal du Midi ;
- Le château de Colombiers (dont on trouve trace dès le XIIe siècle), et ses caves historiques, sous le château, hébergeant deux cuves à carreaux vernissés.
- Clinique Jean-Causse, spécialisée dans la chirurgie ORL et plus spécifiquement en otologie ;
- L'église Saint-Sylvestre-et-Sainte-Colombe, restaurée aux XIXe et XXe siècles comprenant un autel wisigothique ;
- L'oppidum d'Ensérune, site archéologique comprenant les vestiges d'un village antique ;
- La cave du château, d'une surface de 1 000 m2, renommée pour sa charpente inspirée du carénage d'un bateau renversé effectuée par les compagnons charpentiers du tour de France.

### Personnalités liées à la commune
- La famille Dax, originaire de Carcassonne, fut liée à Colombiers depuis le XVIe siècle, lorsque ses représentants devinrent seigneur de Colombiers. Parmi eux s'est notamment distingué Paul Dax, écuyer, sgr de Colombiers, de Ressan et autres places, né au château de La Serpent le 1er mai 1598, capitaine d'une compagnie au régiment du marquis des Fosses, maréchal des camps et armées du roi en 1632, gentilhomme ordinaire de la chambre du roi Louis XIII le 5 mai 1634, il reçut de Henri II de Bourbon, prince de Condé un certificat constatant qu'il avait servi pendant toute la campagne en qualité de gentilhomme volontaire, exempté par M. de Malherbe (Jean-Baptiste de Balthazard, seigneur de Malherbe) intendant de justice, police et finances de Languedoc lui et les siens du service du ban et arrière ban en raison de ses services en 1647, il avait épousé Gloriande de Genibrousse Montbrun fille de Jacques et de Claire de Roquefort, décédé à Béziers le date 14 novembre 1661[19],[42],[21],[22],[23],[24],[26].
- Auguste Fabregat né le 10 avril 1878 à Colombiers et décédé le 30 avril 1947. Joueur de rugby, il a été finaliste du championnat de France de rugby avec le Stade Olympien des Étudiants de Toulouse en 1903 et avec le Stade Toulousain en 1909 (capitaine de l'équipe). Il jouait trois-quarts centre (1,71 m). Clubs : Stade Olympien des Étudiants de Toulouse, Stade Toulousain, Montpellier, Captieux[réf. nécessaire].
- Auguste Cavaillé né en 1858 et décédé en 1951 à Colombiers, mécène, propriétaire terrien, fondateur de la chorale Sainte-Cécile et de l'Orphéon de Colombiers.
- Louis Cavaillé né en 1881 et décédé en 1970 à Colombiers, médecin réputé dans la région, homme de lettres, organiste de Colombiers durant 75 ans, chevalier de la Légion d'Honneur, chevalier de l'ordre national du Mérite, combattant de la Première Guerre mondiale[43].
- Paul Martin né en 1877 à Saint-Brieuc et décédé en 1955 à Colombiers, capitaine au 130e Régiment d'Infanterie, officier de la Légion d'honneur[43].

### Héraldique
| Blason de Colombiers | Blason  | De gueules à une tour couverte couverte d'or, maçonnée et ouverte de sable, mouvant à senestre d'une champagne crénelée d'argent, aussi maçonnée de sable, accostée de deux colombes volantes affrontées d'argent, au franc canton cousu de sable chargé d'une colombe essorante aussi d'argent, au comble d'azur chargé de trois étoiles d'or. |
| Blason de Colombiers | Détails | Armes parlantes. Le statut officiel du blason reste à déterminer. |
| Blason de Colombiers | Alias   | D'azur à un pélican et sa criée d'argent. |

## Sports

### Football
La ville de Colombiers dispose d'un club de football amateur, l'US Colombiers Nissan Montady fondée en 1998. En 2019, le club portant le nom d’Union Sportive Colombiers Nissan Méditerranée (USCNM Via Domitia) change de nom, pour : Union Sportive Colombiers Nissan Montady, avec l'arrivée d'un troisième village : Enserune et ses infrastructures,. Ce club évolue au niveau District (départemental)[réf. nécessaire].

### Rugby
La ville de Colombiers dispose d'une équipe de rugby amateur l'USNC, entente de deux villages : Colombiers et Nissan-lez-Enserune. Ce club évolue en 1re série.
La ville de Colombiers dispose d'une école de rugby, Les Coteaux d'Ensérune, qui regroupe quatre villages : Colombiers, Nissan-lez-Ensérune, Montady et Maureilhan.